# 日本新聞労働組合連合
日本新聞労働組合連合（にほんしんぶんろうどうくみあいれんごう、略称：新聞労連（しんぶんろうれん）、英語: Japan Federation of Newspaper Workers' Unions）は、1950年（昭和25年）6月30日に設立された日本の労働組合である。「全国の新聞社と通信社に働く労働者の約8割が加入する日本で唯一の産業別労働組合」を掲げ、加盟組合は85組合（後述）、加盟人員は約2万7千名にのぼる。春闘など賃金闘争時の加盟組合への情報提供、各新聞社における労働条件の情報交換などに取り組んでおり、組合活動は労連内に設置された専門部同士で連携している。
かつては日本社会党系の日本労働組合総評議会（総評）加盟労組であったが、総評解散以後は民主党系日本労働組合総連合会（連合）・日本共産党系全国労働組合総連合（全労連）・社民党系全国労働組合連絡協議会（全労協）の何れにも加盟自体はしていないものの、日本新聞労働組合連合青年婦人協議会は全労連らと「明るい革新日本をめざす中央青年学生連絡会議（中央青学連）  」の一員となっている。
また、中央青学連以外にも他の左派系労組とともに「憲法改悪反対労組連絡会」にも参加してあり、自衛隊イラク派遣中止（派遣以降は派遣延長反対ないし自衛隊撤退）や護憲運動などを展開している。

## 概要
- 日本マスコミ文化情報労組会議（MIC）の議長組合を務める[1]。
- 五大紙労働組合のうち産経新聞社のみが加盟していない[注釈 1]。最大組合の産経グループ労働組合連合会産経労働組合は旧同盟系労組のUAゼンセンに加盟している[6]。
- 国際ジャーナリスト連盟（IFJ）および ユニ・グローバル・ユニオン（UNI）に加盟[1]している。
- 平和・民主主義の確立および言論・報道の自由などに貢献した記事・企画・キャンペーンを表彰する新聞労連ジャーナリスト大賞のほか、 疋田桂一郎賞（2007年創設）を主催している[7]。
- 組織内にある「青年婦人協議会(日本新聞労働組合連合青年婦人協議会)」は、日本共産党系の全労連[8]青年部、日本民主青年同盟、全日本学生自治会総連合、全国商工団体連合会青年部協議会、農民運動全国連合会青年部らと共に「明るい革新日本をめざす中央青年学生連絡会議」（中央青学連）を結成して活動している[3]。

## 活動・主張
60年安保では反米親ソの立場から安保改定反対運動を展開し、専従の副委員長原寿雄（当時）は、最初から安保改定に賛成していた朝日新聞社の常務取締役兼論説主幹笠信太郎と朝日新聞を、「積極的に安保条約を肯定する姿勢をみせたのである」、「『朝日新聞』の態度は、安保改定に基本的には賛成であった」、「既成事実への屈服を追認した」、「政府のチョウチンもちの記事を書いていたのである」と激しく攻撃した。当時、東京都中央区京橋の田口ビル4階にあった新聞労連事務所には、KGBのコントロール下にあった国際ジャーナリスト機構への代表派遣をきっかけに結成された日本ジャーナリスト会議（JCJ）の事務所も同居していた。
2010年（平成22年）3月4日に、「記者会見の全面開放宣言～記者クラブ改革へ踏み出そう～」と題する声明を発表した。これは長らく「権力との癒着の温床」や「発表ジャーナリズムへの堕落」などと批判を浴びてきた記者クラブ制度について、市民からの信頼を得るべく記者会見の全面開放を提言するものである。
2019年（平成31年）2月5日、首相官邸が東京新聞の記者の質問行為を制限したとして抗議する声明を発表。これは2018年（平成30年）12月28日、官邸側が内閣記者会（記者クラブ）に対して、事実を踏まえた質問するよう要請する文書を出したことに対するもの。

## 加盟組合
- 北海道地方連合会
  - 北海道新聞労働組合
  - 苫小牧民報労働組合
  - 室蘭民報労働組合
  - 釧路新聞労働組合
  - 十勝毎日新聞労働組合
  - 読売新聞労組北海道分会
  - 毎日新聞労組北海道支部

- 東北地方連合会
  - 東奥日報労働組合
  - 陸奥新報労働組合
  - デーリー東北新聞労働組合
  - 岩手日報労働組合
  - 秋田魁新報労働組合
  - 河北新報労働組合
  - 山形新聞労働組合
  - 福島民友労働組合
  - 河北仙販労働組合
  - 福島民報労働組合（地連のみ加盟）

- 関東地方連合会
  - 上毛新聞社労働組合
  - 全下野新聞労働組合
  - 茨城新聞労働組合
  - 埼玉新聞労働組合
  - 千葉日報労働組合
  - 神奈川新聞労働組合
  - 下野印刷センター労働組合
  - 関東新聞販売労働組合

- 東京地方連合会
  - 朝日新聞労働組合
  - 毎日新聞労働組合
  - 読売新聞労働組合
  - 日本経済新聞労働組合
  - 東京新聞労働組合
  - 共同通信労働組合
  - 時事通信労働組合
  - 報知新聞労働組合
  - 日刊工業新聞労働組合
  - スポーツニッポン新聞労働組合
  - 日刊スポーツ新聞労働組合
  - 英文朝日労働組合
  - ジャパンタイムズ労働組合
  - AFP通信社労組東京支局労働組合
  - 朝日学生新聞労働組合
  - 東日印刷労働組合
  - 日本新聞協会労働組合
  - 化学工業日報労働組合
  - 日経メディアマーケティング労働組合
  - 日刊建設通信新聞社労働組合
  - 北海道新聞労組東京支部
  - 琉球新報労組本土分会
  - 沖縄タイムス労組本土分会
  - ユニオン・オブ・プレスクラブ（UPC）
  - 新聞通信合同ユニオン
  - 日刊建設工業新聞労働組合
  - 西多摩新聞労働組合
  - 株式新聞従業員組合
  - 東京スポーツ新聞社労働組合

- 北信越地方連合会
  - 新潟日報労働組合
  - 北日本新聞労働組合
  - 福井新聞労働組合
  - 信濃毎日新聞労働組合
  - 長野日報労働組合

- 東海地方連合会
  - 全中部経済新聞労働組合
  - 伊勢新聞労働組合
  - 朝日新聞労組名古屋支部
  - 毎日新聞労組中部支部
  - 日刊工業新聞労組名古屋支部
  - 共同通信労組名古屋支部

- 近畿地方連合会
  - 大阪読売新聞労働組合
  - スポーツニッポン新聞大阪支部
  - 日刊スポーツ新聞西日本労働組合
  - 京都新聞労働組合
  - 京都新聞開発労働組合
  - 京都新聞企画事業労働組合
  - 京都新聞折込労働組合
  - 奈良新聞労働組合
  - 神戸新聞デイリースポーツ労働組合
  - 神戸新聞輸送センター労働組合
  - 朝日新聞労組大阪支部
  - 毎日新聞労組大阪支部
  - 日経新聞労組大阪支部
  - 共同通信労組関西支部
  - 日刊工業新聞労組大阪支部
  - 報知新聞労組大阪支部
  - 関西新聞合同ユニオン

- 中国地方連合会
  - 山陽新聞労働組合
  - 中国新聞労働組合
  - 山陰中央新報労働組合

- 四国地方連合会
  - 四国新聞労働組合
  - 愛媛新聞労働組合
  - 全徳島新聞労働組合
  - 高知新聞労働組合
  - 高知印刷労働組合

- 九州地方連合会
  - 読売新聞西部労働組合
  - 西日本新聞労働組合
  - 佐賀新聞労働組合
  - 長崎新聞労働組合
  - 大分合同新聞労働組合
  - 宮崎日日新聞労働組合
  - 南日本新聞労働組合
  - 南海日日新聞労働組合
  - 奄美新聞労働組合
  - 熊本日日新聞労働組合（地連のみ加盟）
  - 朝日新聞労組西部支部
  - 毎日新聞労組西部支部
  - 日刊工業新聞労組西部支部
  - 共同通信労組九州支部

- 沖縄地方連合会
  - 沖縄タイムス労働組合
  - 琉球新報労働組合
  - 宮古毎日新聞労働組合
  - 八重山毎日新聞労働組合
  - 宮古新報労働組合

## 刊行物
1961年にパンフレット『産経新聞残酷物語』（計84ページを発行。産経新聞経営側による記者の大規模な配置転換、右傾化・政権寄りの編集方針を批判した。
2022年に「ジェンダー表現ガイドブック編集チーム」を立ち上げ、『失敗しないためのジェンダー表現ガイドブック』を刊行。